# Repúblicas bálticas
La región soviética del Mar Báltico o Cuenca del Báltico era el área ubicada en la costa oriental del Mar Báltico perteneciente a la Unión Soviética, formada por las repúblicas socialistas soviéticas de Lituania, Letonia y Estonia.
Los tres países fueron soberanos entre 1918 y 1940, año en el que fueron anexionados por la Unión Soviética tras un período de ocupación alemana entre 1941 y 1945, así formando parte de la URSS como RSS de Lituania, RSS de Letonia, y RSS de Estonia. Los tres citados se independizaron en 1991, tras la denominada Revolución Cantada, y en la actualidad se los conoce como Estados bálticos.
La mayoría de los países occidentales consideraron ilegal la incorporación de Lituania, Letonia y Estonia a la URSS, y formalmente no las consideraban parte de la Unión Soviética. Esta interpretación legal se mantiene en la actualidad y es compartida por los gobiernos actuales y la mayor parte de la población de los tres citados países.
En su etapa dentro de la Unión Soviética, se conocía al conjunto de las tres repúblicas como "Pribáltika", término un tanto despectivo en ruso, ya que quiere decir "territorios bálticos". Los habitantes de las tres repúblicas preferían el término "Báltiya".
Se llevó a cabo una política de rusificación alentando a los rusos, aunque también a otras etnias no rusas, a establecerse en las tres repúblicas bálticas. Hoy en día, alrededor de una cuarta parte de la población de Estonia está representada por hablantes de ruso. En Letonia, los rusos constituyen aproximadamente un tercio de la población, y en la capital, Riga, los rusos superan en número a los letones.
Según las leyes soviéticas, las lenguas locales (estonio , lituano y letón) tenían el estatus de lenguas oficiales en las correspondientes repúblicas soviéticas. Estos idiomas se utilizaban en la administración local en paralelo al ruso, que era el idioma oficial del país a nivel federal, aunque como todos los recién llegados a las tres repúblicas eran hablantes de ruso (incluso si no eran rusos étnicos), su número aumentó constantemente y no estaban motivados para aprender los idiomas locales. Sin embargo, casi todo el mundo tuvo que aprender ruso para poder desenvolverse en la vida cotidiana.
La política cultural soviética, que fomentaba el multiculturalismo, permitió a los estonios, letones y lituanos conservar sus identidades culturales de orientación europea. Después de recuperar la independencia, la fuerte identidad nacional de los estados bálticos, así como el hecho de que existieron como estados soberanos en el período de entreguerras, facilitó su transición al estatus de países soberanos con un orden constitucional liberal.

## Divisiones administrativas

### RSS de Lituania

Bandera de la RSS de Lituania

Lituania ingresó y se convirtió en república soviética en agosto de 1940, durante la Segunda Guerra Mundial. Posteriormente, fue ocupada por los alemanes, aunque rápidamente fue recapturada por la Unión Soviética en 1944. Lituania representó el 0,3% del territorio de la Unión Soviética y el 1,3 por ciento de su población, pero generó una cantidad significativa de la producción industrial y agrícola de la Unión Soviética.

### RSS de Letonia

Bandera de la RSS de Letonia

Letonia ingresó y se convirtió en república soviética en agosto de 1940, durante la Segunda Guerra Mundial. Posteriormente, fue ocupada por los alemanes, aunque rápidamente fue recapturada por la Unión Soviética en 1944. La mayor parte del territorio de la república es una llanura de morrena de hasta 311 m de altura, las tierras altas montañosas se encuentran en el oeste (Kurzeme, hasta 184 m), en el este (Latgale, hasta 289 m) y en el centro de la república (Vidzeme, hasta 311 m). El clima es de transición de marítimo a continental. Las temperaturas medias en enero son de -2 a -7°С, en julio de 16 a 18°С. La precipitación es de 500-800 mm por año. Los grandes ríos son Daugava, Lielupe, Venta, Gauja. Los lagos ocupan el 1,5% del territorio (más de 3.000 lagos con una superficie de más de 1 ha cada uno); los más grandes son Lubanas, Raznas y Burtnieks. El ingreso nacional per cápita era más alto en Letonia que en cualquier otro lugar de la URSS (42% por encima del promedio soviético en 1968).

### RSS de Estonia

Bandera de la RSS de Estonia

Estonia ingresó y se convirtió en república soviética en agosto de 1940, durante la Segunda Guerra Mundial. Posteriormente, fue ocupada por los alemanes, aunque rápidamente fue recapturada por la Unión Soviética en 1944. Inmediatamente después de la guerra, se emprendieron importantes proyectos de inmigración, como ayuda fraternal bajo las políticas de nacionalidad estalinistas. Para la reconstrucción de la posguerra, cientos de miles de rusófonos fueron reubicados en Estonia, principalmente en las ciudades. La economía estonia era de las más fuertes de entre las repúblicas soviéticas. En enero de 1945, el río Narva se definió como la frontera entre la RSS de Estonia y la RSFS de Rusia y, como resultado, la administración de Ivangorod fue transferida de Narva al Óblast de Leningrado que habiendo crecido en población recibió el estatus oficial de ciudad en 1954. En 1945, el condado de Petseri fue anexado y cedido a la RSFS de Rusia, donde se convirtió en uno de los distritos del Óblast de Pskov. El ingreso nacional per cápita era más alto en Estonia que en cualquier otro lugar de la URSS (44% por encima del promedio soviético en 1968). El poder central soviético llevó a cabo una serie de inversiones de capital de gran volumen para explotar los recursos en territorio estonio de esquisto bituminoso, madera y, más tarde, uranio, como parte del programa de reconstrucción de la posguerra.